# Gare de Tubize
La gare de Tubize (en néerlandais : station Tubeke) est une gare ferroviaire belge de la ligne 96, de Bruxelles-Midi à Quévy (frontière), située sur le territoire de la commune de Tubize dans la province du Brabant wallon en Région wallonne.
Elle est mise en service en 1840 par l’administration des chemins de fer de l’État belge. 
C'est une gare de la Société nationale des chemins de fer belges (SNCB), desservi par des trains InterCity (IC), Suburbains (S) et d'Heure de pointe (P).

## Situation ferroviaire
Établie à 45 mètres d'altitude, la gare de Tubize est située au point kilométrique (PK) 18,458 de la ligne 96, de Bruxelles-Midi à Quévy (frontière), entre les gares ouvertes de Lembeek et de Hennuyères. C'est une gare de bifurcation avec la ligne 115, de Clabecq à Quenast.

## Historique

### Histoire
La station de Tubise est mise en service le 18 mai 1840 par l'administration des chemins de fer de l'État belge, lorsqu'elle ouvre à l'exploitation la section de Bruxelles à Tubize. La station provisoire, en attendant le prolongement de la ligne, est établie à l'Est du village de la commune de « Tubise » qui compte 2 300 habitants.
En 1860 a lieu la construction d'une halle à marchandises.
Le 26 juin 1872, ouvre à l'exploitation le chemin de fer industriel de Tubize au canal de Charleroi, prolongeant la ligne de Tubize à Quenast en service à partir du 1er juillet. Entre 1879 et 1884, la ligne est prolongée vers Rognon d'une part et Braine-l'Alleud de l'autre.
En 1982, l'ancien bâtiment voyageurs de style néo-classique, qui remontait aux années 1840, est démoli pour laisser la place à un nouveau bâtiment.

### Nom de la gare
L'écriture du nom de la gare évolue dans le temps : en 1840 « Tubise » ou « Tubize » ; en 1896, « Tubize » ou « Tweebeek » ; en 1910, uniquement « Tubize ».

## Service des voyageurs

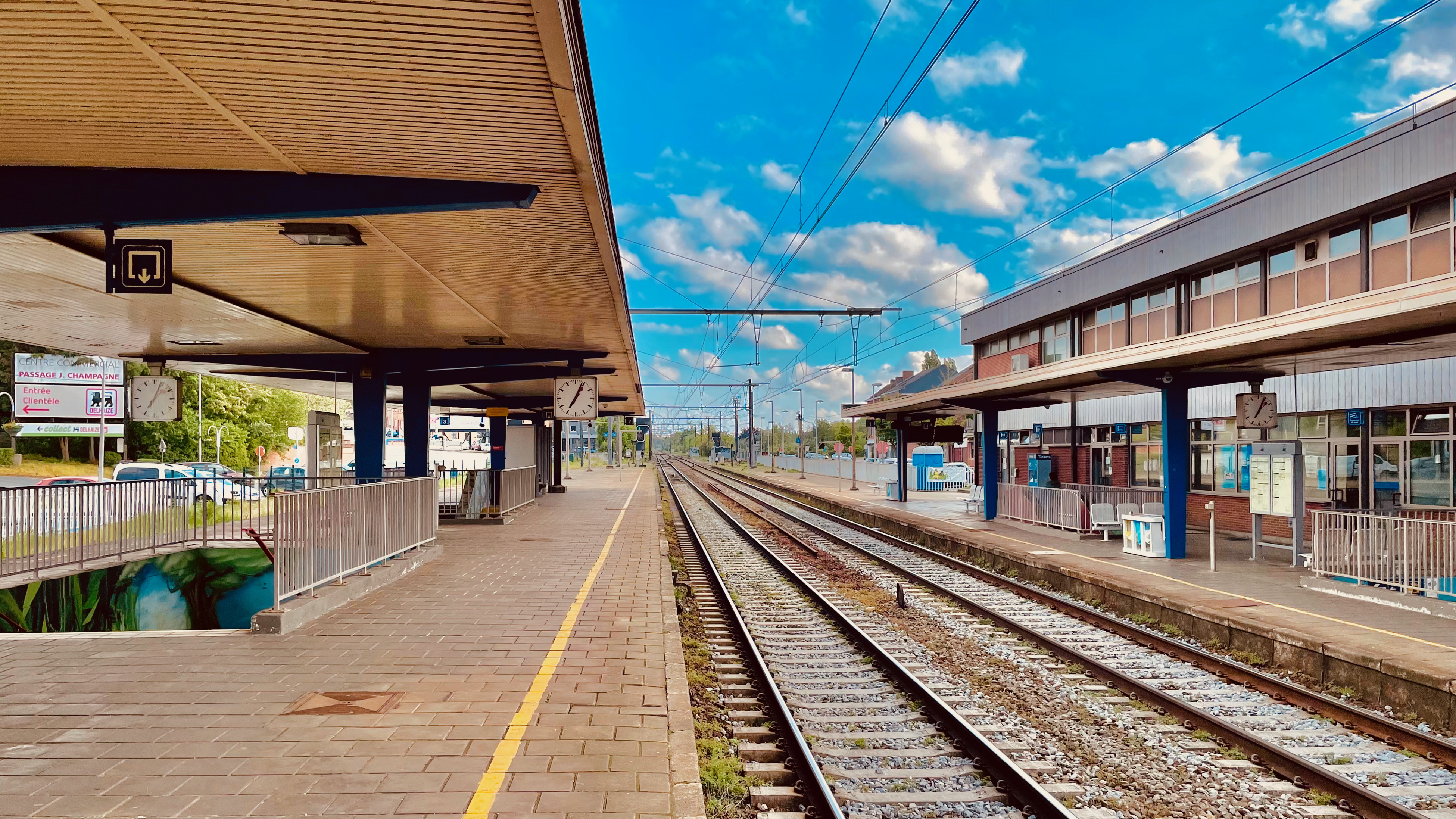
Quais et passage sous-voies.

### Accueil
Gare SNCB, Tubize dispose d'un bâtiment voyageurs, avec guichets, ouvert du lundi au samedi, et d'automates pour l'achat de titres de transport.
Un souterrain permet la traversée des voies et le passage d'un quai à l'autre.
La gare dispose de trois voies mais la 3e voie, donnant sur la ligne 115 vers Clabecq, n'est pas utilisée en service courant. 

### Desserte
Tubize est desservie par des trains InterCity (IC) Suburbains (S2) et d'Heure de pointe (P) de la SNCB.
Bien que située sur la ligne de Bruxelles à Mons, tous les trains IC vers Mons traversent Tubize sans s'y arrêter.
En semaine, la desserte est constituée de trains S2 Braine-le-Comte - Bruxelles - Louvain (deux par heure), de trains IC-11 reliant Binche à Bruxelles et Turnhout (toutes les heures) et d'un train P Binche - Schaerbeek (le matin) ou Schaerbeek - Binche (l’après-midi).
Le samedi, les trains S2 circulent comme en semaine et les trains IC-11 ne circulent que de Binche à Schaerbeek.
Le dimanche et les jours fériés, les IC-11 relient également Binche à Schaerbeek mais il n'y a qu'un train S2 par heure.
En période scolaire, un train P de Binche à Bruxelles et Louvain-la-Neuve marque l'arrêt à Tubize les dimanches soir.

### Intermodalité
Un parc pour les vélos et un parking pour les véhicules y sont aménagés. 
Elle est desservie par des bus du réseau Rapido (ligne 2 Tubize - Nivelles).

## Comptage voyageurs
Ce graphique et tableau montre le nombre de voyageurs embarquant en moyenne durant la semaine, le samedi et le dimanche.
| Nombre de passagers qui embarquent à la gare de Tubize | Nombre de passagers qui embarquent à la gare de Tubize | Nombre de passagers qui embarquent à la gare de Tubize | Nombre de passagers qui embarquent à la gare de Tubize |
|                                                        | Semaine                                                | Samedi                                                 | Dimanche                                               |
| ------------------------------------------------------ | ------------------------------------------------------ | ------------------------------------------------------ | ------------------------------------------------------ |
| 1977                                                   | 3 142                                                  | 956                                                    | 615                                                    |
| 1978                                                   | 2 916                                                  | 918                                                    | 540                                                    |
| 1979                                                   | 2 751                                                  | 1 140                                                  | 692                                                    |
| 1980                                                   | 3 222                                                  | 926                                                    | 650                                                    |
| 1981                                                   | 2 758                                                  | 897                                                    | 623                                                    |
| 1982                                                   | 3 069                                                  | 774                                                    | 485                                                    |
| 1983                                                   | 2 957                                                  | 711                                                    | 426                                                    |
| 1984                                                   | 2 694                                                  | 607                                                    | 504                                                    |
| 1985                                                   | 2 718                                                  | 658                                                    | 599                                                    |
| 1986                                                   | 2 784                                                  | 687                                                    | 470                                                    |
| 1987                                                   | 2 402                                                  | 682                                                    | 516                                                    |
| 1988                                                   | 3 074                                                  | 718                                                    | 608                                                    |
| 1989                                                   | 2 889                                                  | 764                                                    | 578                                                    |
| 1990                                                   | 2 166                                                  | 806                                                    | 430                                                    |
| 1991                                                   | 3 031                                                  | 672                                                    | 479                                                    |
| 1992                                                   | 2 867                                                  | 727                                                    | 466                                                    |
| 1993                                                   | 2 178                                                  | 665                                                    | 450                                                    |
| 1994                                                   | 2 528                                                  | 650                                                    | 431                                                    |
| 1995                                                   | 2 245                                                  | 674                                                    | 339                                                    |
| 1996                                                   | 2 451                                                  | 557                                                    | -                                                      |
| 1997                                                   | 2 052                                                  | 567                                                    | -                                                      |
| 1998                                                   | 2 074                                                  | 588                                                    | 346                                                    |
| 1999                                                   | 2 383                                                  | 668                                                    | 349                                                    |
| 2000                                                   | 2 286                                                  | 646                                                    | 446                                                    |
| 2001                                                   | 2 395                                                  | 642                                                    | 387                                                    |
| 2002                                                   | 2 339                                                  | 628                                                    | 428                                                    |
| 2003                                                   | 2 296                                                  | 628                                                    | 426                                                    |
| 2004                                                   | 2 730                                                  | 517                                                    | 496                                                    |
| 2005                                                   | 2 359                                                  | 935                                                    | 647                                                    |
| 2006                                                   | 3 044                                                  | 916                                                    | 691                                                    |
| 2007                                                   | 3 580                                                  | 1 010                                                  | 564                                                    |
| 2008                                                   | -                                                      | -                                                      | -                                                      |
| 2009                                                   | 3 126                                                  | 874                                                    | 687                                                    |
| 2010                                                   | -                                                      | -                                                      | -                                                      |
| 2011                                                   | -                                                      | -                                                      | -                                                      |
| 2012                                                   | 3 082                                                  | 819                                                    | 755                                                    |
| 2013                                                   | 2 754                                                  | 979                                                    | 695                                                    |
| 2014                                                   | 3 490                                                  | 1 082                                                  | 1 053                                                  |
| 2015                                                   | 3 017                                                  | 945                                                    | 828                                                    |
| 2016                                                   | 2 767                                                  | 1 010                                                  | 931                                                    |
| 2017                                                   | 2 964                                                  | 834                                                    | 675                                                    |
| 2018                                                   | 2 482                                                  | 1 042                                                  | 1 122                                                  |
| 2019                                                   | 2 642                                                  | 1 376                                                  | 971                                                    |
| 2020                                                   | 2 149                                                  | 1 063                                                  | 664                                                    |
| 2021                                                   | -                                                      | -                                                      | -                                                      |
| 2022                                                   | 2 953                                                  | 1 671                                                  | 1 175                                                  |
| 2023                                                   | 2 679                                                  | 1 597                                                  | 948                                                    |
| 2024                                                   | 3 090                                                  | 1 734                                                  | 1 279                                                  |